# Campus de Guajará-Mirim da Universidade Federal de Rondônia
O Campus de Guajará-Mirim é um campus de Guajará-Mirim/RO que pertence à Universidade Federal de Rondônia (UNIR).

## Faculdade
- Henri Ramirez[3]
- Jean-Pierre Angenot (professor emérito)[4]